# Andrzej Matusiewicz
Andrzej Antoni Matusiewicz (ur. 22 czerwca 1952 w Krośnie) – polski polityk, adwokat i samorządowiec, senator VIII kadencji, poseł na Sejm VIII kadencji.

## Życiorys
Ukończył studia na Wydziale Prawa i Administracji Uniwersytetu Wrocławskiego. Po odbyciu aplikacji adwokackiej rozpoczął praktykę zawodową. Na początku lat 80. był członkiem Solidarnościowego Stowarzyszenia Adwokatów i Aplikantów Adwokackich, zajmował się obroną w procesach politycznych. W 1989 był wśród założycieli wojewódzkiego Komitetu Obywatelskiego. W latach 90. zasiadał w radzie miejskiej Przemyśla, pełnił funkcję jej przewodniczącego. Działał w Zjednoczeniu Chrześcijańsko-Narodowym i AWS, w 2005 wstąpił do Prawa i Sprawiedliwości.
W latach 1998–2002 był wiceprzewodniczącym sejmiku podkarpackiego I kadencji, w latach 2006–2010 był przewodniczącym w III kadencji, następnie do 2011 radnym IV kadencji. Działa w organizacjach kresowych (m.in. w Towarzystwie Miłośników Lwowa i Kresów Południowo-Wschodnich) i katolickich (Polska Federacja Stowarzyszeń Rodzin Katolickich).
W wyborach parlamentarnych w 2011 uzyskał mandat senatorski z okręgu nr 58, otrzymując 72 861 głosów. W 2015 kandydował natomiast z listy PiS do Sejmu w okręgu krośnieńskim. Został wybrany na posła, otrzymując 9970 głosów.
W lipcu 2017 był w Sejmie przedstawicielem wnioskodawców projektu ustawy o Sądzie Najwyższym. 20 lipca 2018 został członkiem komisji śledczej ds. wyłudzeń VAT.
W 2019 nie ubiegał się o poselską reelekcję. Wszedł w skład komitetu wspierającego kandydaturę Karola Nawrockiego na prezydenta RP w wyborach w 2025.

## Odznaczenia
W 2009 otrzymał Złoty Krzyż Zasługi.

## Życie prywatne
Jest żonaty, ma pięć córek.